# خواکین گوزمن
خواکین گوزمان لوئرا (به اسپانیایی: Joaquín Guzmán Loera) ملقب به «اِل چاپو» (در اسپانیایی اصطلاحی به معنی کوتوله) قاچاقچی مکزیکی بزرگ مواد مخدر و رهبر کارتل سینالوآ بود. در سال ۲۰۰۳ و پس از دستگیری رقیبش «اوسیل کاردناس»، خواکین به بزرگترین تاجر مواد مخدر مکزیک تبدیل شد و طبق گفته‌های وزارت خزانه‌داری آمریکا وی اصالتاً مسکوتانی از قدرتمندترین رهبران گروه‌های جرایم سازمان‌یافته قاچاق عُمده مواد مخدر در جهان بود. کارتل سینالوآ هنوز پا برجاست و توسط دوست نزدیک و خانوادگی او به نام اسماعیل زامبادا اداره میشود که طبق شواهد فقط یک عکس از اسماعیل وجود دارد که به همین دلیل و بدون در کانون توجهات بودن زامبادا کارتل سینالوآ همچنان قدرتمندترین کارتل جهان محسوب میشود.
خواکین گوزمن لوئرا بزرگترین و جنایتکارترین شبکه تجارت مواد مخدر در دنیا را اداره می‌کرد. مجله «فوربز» از وی به عنوان یکی از ۶۸ نفر از پر قدرت‌ترین افراد جهان نام برده‌است.
گفته می‌شود که کارتل «سینالوآ» در ۴۰ کشور مختلف (از کشورهای قاره آمریکا گرفته تا اروپای شرقی و استرالیا و ژاپن و ایتالیا و پرتغال و اسپانیا و آلمان و چندین کشور آفریقایی) فعالیت می‌کند و در واقع یک شرکت بین‌المللی است که علاوه بر تجارت مواد مخدر مانند کوکائین و ماری‌جوآنا، در تولید و فروش مواد مخدر مصنوعی و شیمیایی نیز دست دارد.
در تاریخ ۲۱ فوریه ۲۰۱۴ میلادی، خواکین گوزمن طی عملیات مشترک اداره مبارزه با مواد مخدر آمریکا، پلیس فدرال مکزیک و کماندوهای نیروی دریایی مکزیک در هتلی در شهر ساحلی مازالتان در مکزیک به دام افتاد. وی با اتهامات متعددی در رابطه با قاچاق عُمده مواد مخدر به آمریکای شمالی و دیگر نقاط جهان روبروست و در صدر فهرست افراد تحت تعقیب در ایالات متحده آمریکا و مکزیک قرار داشت.

## فرار از زندان
خواکین گوزمن در سال ۱۹۹۳ در گواتمالا دستگیر و تحویل مقامات مکزیکی شده بود. در آن زمان او به ۲۰ سال حبس محکوم شد و به یک زندان فوق امنیتی فرستاده شد، اما هشت سال بعد توانست با پنهان‌شدن در سبد لباس‌های چرکین، از زندان فرار کند.
گوزمن تا پیش از دستگیری در صدر فهرست افراد تحت تعقیب دولت مکزیک به‌شمار می‌رفت. دولت آمریکا متعهد شده بود به تمام کسانی که در رابطه با خواکین اطلاعاتی بدهند که موجب دستگیری یا مرگ وی شود؛ مبلغ ۵ میلیون دلار آمریکا جایزه پرداخت خواهد کرد. دولت مکزیک نیز متعهد شده بود تا مبلغ ۳۰ میلیون پزو به اشخاصی که اطلاعاتی در مورد وی بدهند، جایزه پرداخت کند.

## دستگیری و محکومیت

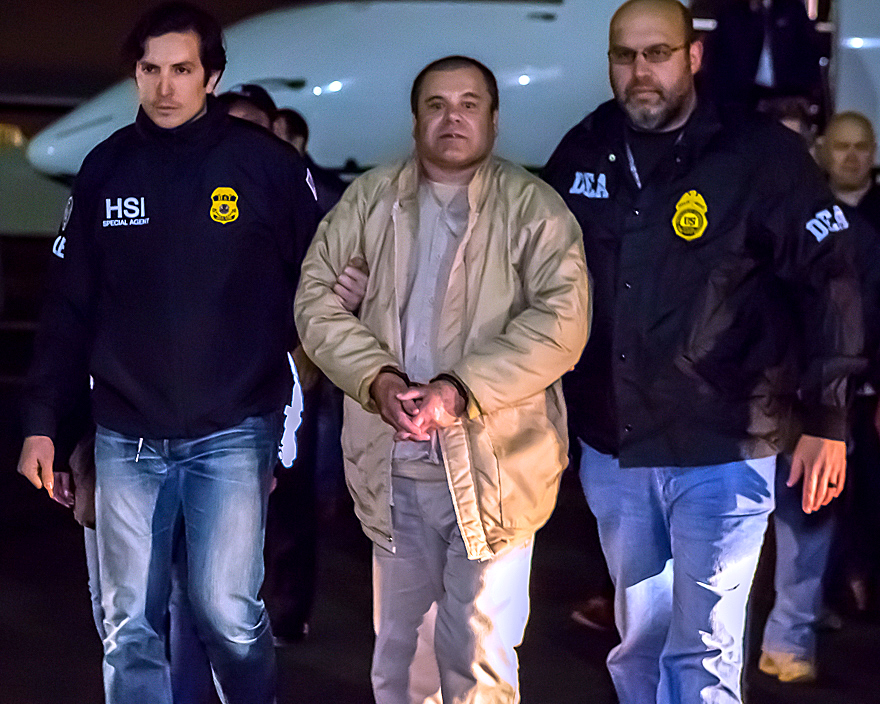
دستگیری ال چاپو در خاک ایالات متحده

اگرچه که گوزمن برای مدت طولانی‌ای به شکل موفق توانسته بود مخفی بماند اما یکی از اعضای تیم حفاظت وی که دستگیرشده‌است اظهار داشت که اخیراً وی ریسک خارج شدن از محل اقامتش را می‌کرده.
وی در ۲۲ فوریه ۲۰۱۴ و در ساعت ۶:۴۰ صبح در یک عملیات مشترک بین تفنگداران دریایی مکزیک، اداره مبارزه با مواد مخدر آمریکا، اداره مارشال آمریکا در هتل محل اقامتش بازداشت شد. چندی پیش از دستگیری، نیروی‌های نظامی مکزیک شروع به انجام عملیات‌های مختلفی برای دستگیری و تصرف مکان‌های متعلق به افراد نزدیک خواکین گوزمن کرده بودند.
بنا به گزارش بخش انگلیسی شبکهٔ تله‌سور، وی شامگاه شنبه ۱۱ ژوئیهٔ ۲۰۱۵ توانست از زندانی واقع در نزدیکی شهر تولوکا بگریزد. وی توانست با حفر تونلی از زندان آلتیپلانو تا یک ساختمان نیمه‌ساز در مکزیکوسیتی فرار کند. سه مقام ارشد زندان پس از فرار وی از کار اخراج شدند و ۳۰ نگهبان و مأمور زندان تحت بازجویی قرار گرفتند. پلیس و کارآگاهان مکزیکی اذعان کردند نقشه فرار اخیر وی از زندان فوق امنیتی مکزیک بسیار هوشمندانه طراحی شده بود. اطلاعات پلیس نشان می‌دهد خواگین از طریق در ورودی کوچکی در بخش حمام زندان توانسته وارد یک تونل زیرزمینی شود و از این راه فرار کند.
وی ۲/۵ میلیون دلار برای اجرای نقشه فرارش پرداخت کرده‌است. پلیس می‌گوید: برای اجرای نقشه فرار، گوزمن از شش ماه پیش شروع به طراحی نقشه فرار از زندان کرده‌است، طراحی نقشه فرار ابتدا با خرید زمینی در ۱/۵ کیلومتری زندان شروع شد و زمین آن به وسیله مردی به نام «ال پاستور» خریداری شده‌است. این ساختمان نیمه‌کاره رها شده بود تا نقشه فرار انجام شود ولی ال پاستور عنوان کرده که می‌خواست در این ساختمان داروخانه‌ای دایر کند اما همسایگان ادعا کردند که هرگز تغییر خاصی در ساخت ساختمان ندیده‌اند و تنها کارگران در آن مشغول به کار بوده‌اند. در حالی که به‌طور پنهانی از زندان تا داخل این ساختمان یک تونل زیرزمینی ساخته بودند و گوزمن از راه این تونل خود را به ساختمان نیمه‌کاره رسانده و موفق به فرار شده‌است. در ظاهر عده‌ای از کارگران از ماه‌ها پیش مشغول حفر کانال به بهانه لوله‌کشی به این ساختمان بوده‌اند اما گروهی هم از زیر ساختمان سرگرم حفاری برای ایجاد تونل تا پای دیوار زندان بوده‌اند تا نقشه فرار اجرا شود اما هرگز برنامه لوله‌کشی به ساختمان انجام نشد و گوزمن راه فرارش را فراهم کرد.
این قاچاقچی توانست براحتی و بدون آن که تا یک سال از خود ردی بجا گذارد از طریق تونل زیرزمینی فرار کند. وزیر کشور مکزیک اعلام کرد ال‌چاپو گوزمن با کمک نگهبانان زندان موفق به فرار شده‌است. طول تونل فرار گوسمان بیش از یک و نیم کیلومتر، ارتفاع آن ۱۷۰ سانتیمتر و عرض تونل ۸۰ سانتیمتر است. سراسر این تونل دارای کانال تهویه هوا و سیستم روشنایی نیز بوده‌است و وسایل خواب گوزمن در تونل را هم فراهم آورده بودند.
برای پیدا کردن او جایزه ۳ میلیون و ۸۰۰ هزار دلاری تعیین شده بود اما سر انجام در روز هشتم ژانویه سال ۲۰۱۶ دستگیر شد.
آمریکا در سال ۲۰۱۴ از مکزیک خواسته بود ال‌چاپو را برای رسیدگی به اتهاماتش به آمریکا تحویل دهد اما این درخواست‌ها از سوی دولت مکزیک بی‌پاسخ گذاشته شده بود. بعد از فرار جنجالی او که به انتقادهای فراوان از دولت مکزیک انجامید، در ماه مه ۲۰۱۶ مکزیکوسیتی به این نتیجه رسید که شاید برای پیشگیری از فرار مجدد ال‌چاپو، بهتر است او را به واشینگتن تحویل دهد. همزمان وزیر خارجه مکزیک تأکید کرده‌است که مقام‌های آمریکایی تضمین کرده‌اند در صورت محاکمه ال چاپو در محاکم قضایی ایالات متحده، او با اعدام مواجه نخواهد شد.
در ژوئیه ۲۰۱۹ دادگاهی در آمریکا گوزمن را به حبس ابد و پرداخت ۱۲ میلیارد و ۶۰۰ میلیون دلار جریمه محکوم کرد. او همچنین به ۳۰ سال حبس اضافی محکوم شد که راه را برای درخواست عفو مشروط سد می‌کند.

## رسانه‌ها
گوزمن در اکتبر ۲۰۱۵، مصاحبه‌ای هفت ساعته با شان پن داشت. او در این مصاحبه گفت: 
من بزرگترین تامین‌کننده هروئین، متامفتامین، کوکائین و ماری‌جوآنا در جهان هستم
همچنین نت فلیکس یک سریال از سرگذشت گوزمن منتشر کرده‌است.

## رتبه‌بندی مجلهٔ فوربز
براساس رتبه‌بندی مجلهٔ فوربز در سال ۲۰۱۳ میلادی، وی در جایگاه ۶۷اُم قدرتمندترین افراد جهان قرار داشت. مجلهٔ فوربز درآمد خالص او را «بیش از یک‌میلیارد دلار» برآورد کرده‌است.